# Apanisagrion lais
Apanisagrion lais är en trollsländeart som först beskrevs av Selys 1876.  Apanisagrion lais ingår i släktet Apanisagrion och familjen dammflicksländor. Inga underarter finns listade i Catalogue of Life.